# Saarinen (sjö i S:t Michel, Södra Savolax, 61,45 N, 27,23 Ö)
Saarinen är en sjö i kommunen S:t Michel i landskapet Södra Savolax i Finland. Arean är 48 hektar och strandlinjen är 5,74 kilometer lång. Sjön  ingår i Vuoksens huvudavrinningsområde.   Den ligger omkring 26 kilometer söder om S:t Michel och omkring 190 kilometer nordöst om Helsingfors. 